# Psilobyrsa
Psilobyrsa is een geslacht van wantsen uit de familie van de Tingidae (Netwantsen). Het geslacht werd voor het eerst wetenschappelijk beschreven door Drake & Hambleton in 1935.

## Soorten
Het genus bevat de volgende soorten:

- Psilobyrsa aechemeae Drake & Hambleton, 1935
- Psilobyrsa vriesiae Drake & Hambleton, 1935